# Robert I de Troyes
Robert I (d. octombrie 886) a fost conte de Troyes de la 876 până la moarte.
Robert a fost fiul contelui Odo I de Troyes cu Wandilmodis.
Abatele laic de Saint-Loup îl menționează pentru prima dată pe Robert în 25 octombrie 874, atunci când apare într-o chartă a regelui Carol cel Pleșuv, care acordă Chaource, în Tonnerre, abației. Robert a succedat fratelui său Odo al II-lea între 876 și 880. Robert a fost ucis într-o acțiune împotriva vikingilor la răsărit de Paris și a fost succedat de către nepotul său de frate Adalelm.
Robert a fost căsătorit cu Gisela (d. între 879 și 884), fiica regelui Ludovic cel Gângav cu Ansgard, însă nu a avut urmași.